# Sri-lankische Cricket-Nationalmannschaft in Simbabwe in der Saison 2025
Die Tour der sri-lankischen Cricket-Nationalmannschaft nach Simbabwe in der Saison 2025 findet vom 29. August bis zum 7. September 2025 statt. Die internationale Cricket-Tour ist Bestandteil der Internationalen Cricket-Saison 2025 und umfasst zwei ODIs und drei Twenty20s.

## Vorgeschichte
Sri Lanka bestritt zuvor eine Tour gegen Bangladesch, Simbabwe gegen Neuseeland. Das letzte Aufeinandertreffen der beiden Mannschaften bei einer Tour fand in der Saison 2023/24 in Sri Lanka statt.

## Stadion
Als Austragungsort wurde das folgende Stadion ausgewählt.
| Stadion            | Stadt  | Kapazität | Spiele                   |
| ------------------ | ------ | --------- | ------------------------ |
| Harare Sports Club | Harare | 10.000    | 1. & 2. ODI; 1. – 3. T20 |

## Kaderlisten
| ODI      | ODI       | Twenty20 | Twenty20  |
| Simbabwe | Sri Lanka | Simbabwe | Sri Lanka |
| -------- | --------- | -------- | --------- |
|          |           |          |           |

## One-Day Internationals

### Erstes ODI in Harare
| 29. August Scorecard | Harare | Simbabwe | – | Sri Lanka |
|                      |        |          |   |           |

### Zweites ODI in Harare
| 31. August Scorecard | Harare | Simbabwe | – | Sri Lanka |
|                      |        |          |   |           |

## Twenty20 Internationals

### Erstes Twenty20 International in Harare
| 3. September Scorecard | Harare | Simbabwe | – | Sri Lanka |
|                        |        |          |   |           |

### Zweites Twenty20 International in Harare
| 6. September Scorecard | Harare | Simbabwe | – | Sri Lanka |
|                        |        |          |   |           |

### Drittes Twenty20 International in Harare
| 7. September Scorecard | Harare | Simbabwe | – | Sri Lanka |
|                        |        |          |   |           |

## Auszeichnungen

### Player of the Series
Als Player of the Series wurden der folgende Spieler ausgezeichnet.
| Serie    | Player of the Series |
| -------- | -------------------- |
| ODI      |                      |
| Twenty20 |                      |

### Player of the Match
Als Player of the Match wurden die folgenden Spieler ausgezeichnet.
| Spiel  | Player of the Match |
| ------ | ------------------- |
| 1. ODI |                     |
| 2. ODI |                     |
| 1. T20 |                     |
| 2. T20 |                     |
| 3. T20 |                     |